# Ситка (приток Непрядвы)
Ситка — река в России, протекает по Тульской области. Правый приток Непрядвы.

## География
Река Ситка берёт начало у деревни Дуплище. Течёт на северо-восток. Устье реки находится у посёлка Михайловский в 28 км по правому берегу реки Непрядва. Длина реки составляет 19 км, площадь водосборного бассейна — 122 км².

## Данные водного реестра
По данным государственного водного реестра России относится к Донскому бассейновому округу, водохозяйственный участок реки — Дон от истока до города Задонск, без рек Красивая Меча и Сосна, речной подбассейн реки — бассейны притоков Дона до впадения Хопра. Речной бассейн реки — Дон (российская часть бассейна).
Код объекта в государственном водном реестре — 05010100312107000000311.